# Josh Mostel
Joshua Elias Mostel (New York, 21 dicembre 1946) è un attore statunitense.

## Biografia
Di famiglia ebraica: figlio degli attori Kathryn Celia e Zero Mostel e fratello del pittore Tobias Mostel che insegna arte in Florida, inizia la sua carriera nel 1971.
Ha lavorato soprattutto in film cinema e televisivi, senza però ignorare i telefilm. Tra i film cinema, è conosciuto per aver recitato in Big Daddy - Un papà speciale e per la parte di re Erode in Jesus Christ Superstar.
È stato sposato dal 1983 al 1998 con la produttrice Peggy Rajski. 
Mostel vive a New York, ma frequenta spesso la sua seconda casa a Monhegan, nel Maine.

## Filmografia parziale
- Allucinante notte per un delitto (Going Home), regia di Herbert B. Leonard (1971)
- Il re dei giardini di Marvin (The King of Marvin Gardens), regia di Bob Rafelson (1972)
- Jesus Christ Superstar, regia di Norman Jewison (1973)
- Harry e Tonto (Harry and Tonto), regia di Paul Mazursky (1974)
- Carrel agente pericoloso (Deadly Hero), regia di Ivan Nagy (1975)
- La scelta di Sophie (Sophie's Choice), regia di Alan Pakula (1982)
- Star 80, regia di Bob Fosse (1983)
- Fratello di un altro pianeta (The Brother from Another Planet), regia di John Sayles (1984)
- Una coppia quasi perfetta (Almost You), regia di Adam Brooks (1985)
- Posizioni compromettenti (Compromising Positions), regia di Frank Perry (1985)
- Casa, dolce casa? (The Money Pit), regia di Richard Benjamin (1986)
- Radio Days, regia di Woody Allen (1987)
- Wall Street, regia di Oliver Stone (1987)
- Murphy's Law – serie TV (1988-1989)
- Tango nudo (Naked Tango), regia di Leonard Schrader (1991)
- Scappo dalla città - La vita, l'amore e le vacche (City Slickers), regia di Ron Underwood (1991)
- Il mio piccolo genio (Little Man Tate), regia di Jodie Foster (1991)
- In cerca di Bobby Fischer (Searching for Bobby Fischer), regia di Steven Zaillian (1993)
- Sesso e fuga con l'ostaggio (The Chase), regia di Adam Rifkin (1994)
- Scappo dalla città 2 (City Slickers II: The Legend of Curly's Gold), regia di Paul Weiland (1994)
- Billy Madison, regia di Tamra Davis (1995)
- Ritorno dal nulla (The Basketball Diaries), regia di Scott Kalvert (1995)
- Inganno diabolico (The Maddening), regia di Danny Huston (1995)
- Paradiso perduto (Great Expectations), regia di Alfonso Cuarón (1998)
- Il giocatore - Rounders (Rounders), regia di John Dahl (1998)
- Sperduti a Manhattan (The Out-of-Towners), regia di Sam Weisman (1999)
- Big Daddy - Un papà speciale, (Big Daddy) regia di Dennis Dugan (1999)
- Compagnie pericolose (Knockaround Guys), regia di Brian Koppelman (2001)
- State of Play, regia di Kevin Macdonald (2009)
- Mr. Robot - serie TV (2017)

## Doppiatori italiani
- Giorgio Lopez in Big Daddy - Un papà speciale, Hunters
- Bruno Alessandro in Posizioni compromettenti
- Paolo Buglioni in Casa, dolce casa?
- Sergio Di Giulio in Radio Days
- Pasquale Anselmo in Wall Street
- Massimo Corvo in Scappo dalla città - La vita, l'amore e le vacche
- Gianni Giuliano in Sesso e fuga con l'ostaggio
- Vittorio Stagni in Scappo dalla città 2
- Mino Caprio in Billy Madison
- Franco Chillemi in Il giocatore - Rounders
- Vittorio Congia in Sperduti a Manhattan
- Eugenio Marinelli in State of Play
- Tony Fuochi in Casa, dolce casa? (ridoppiaggio)